# Військова комісія з питань перемир'я Командування ООН

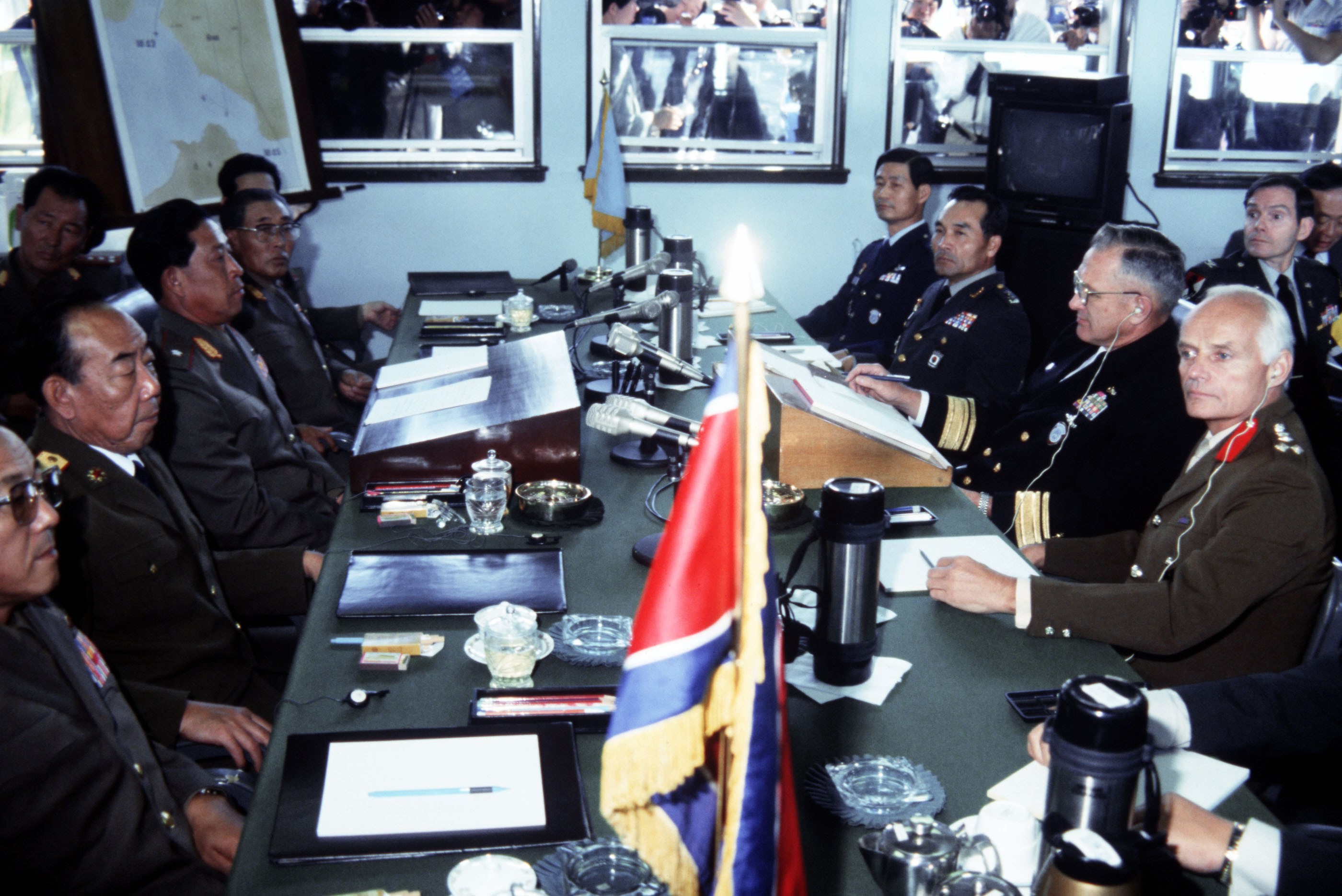
458-е засідання Військової комісії з питань перемир'я в 1990 році.

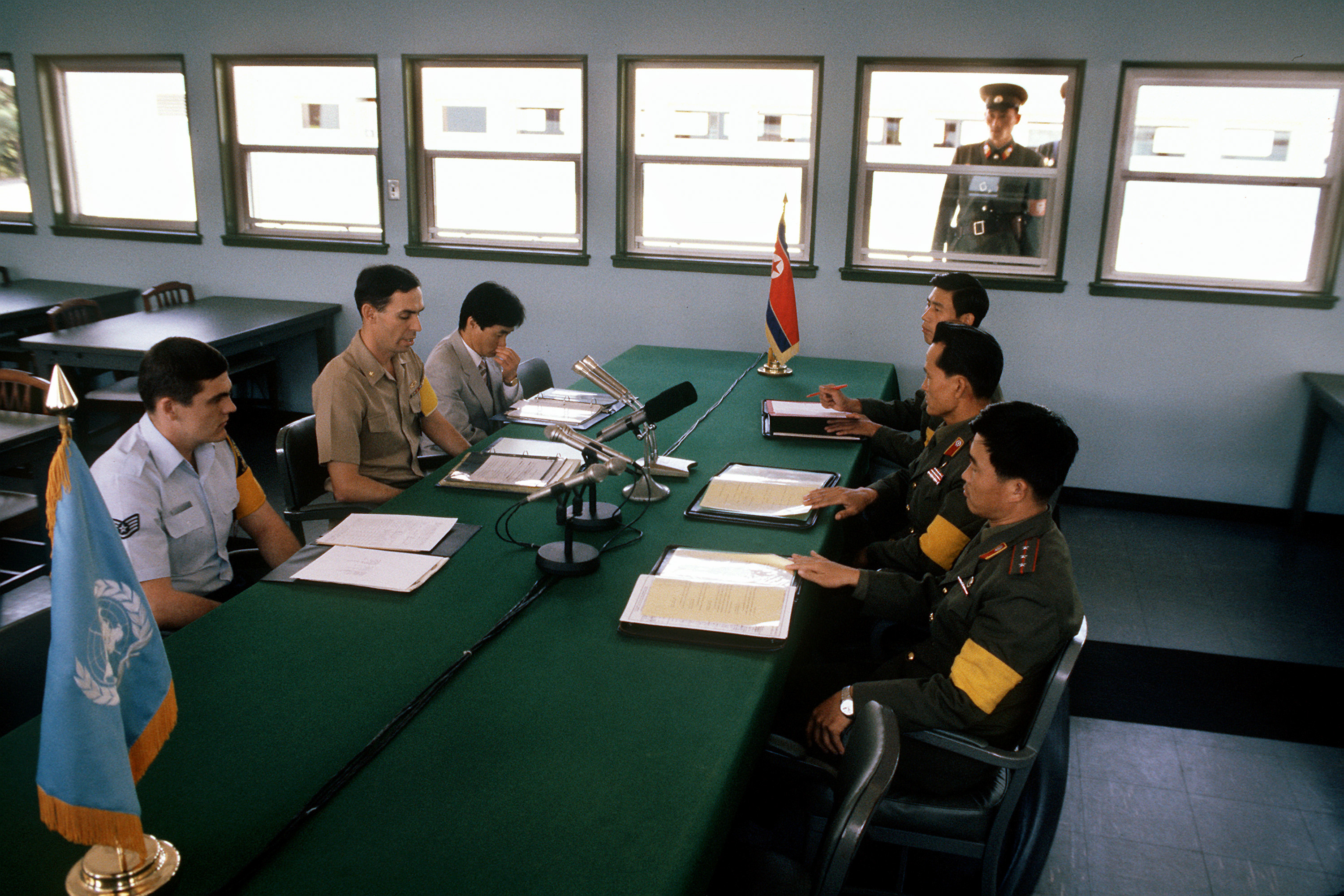
Зустріч спільних чергових у Будинку військового перемир'я в 1989 році.

Військова комісія з питань перемир'я командування ООН (UNCMAC) була створена в липні 1953 року наприкінці Корейської війни для нагляду за Угодою про перемир'я в Кореї, і з тих пір вона діє.

## Історія
Командування Організації Об'єднаних Націй, створене згідно з мандатом Ради Безпеки ООН 84, являє собою першу в світі спробу колективної безпеки в рамках системи ООН. Кампанія командування ООН із відбиття збройного нападу Корейської Народно-Демократичної Республіки (КНДР) на Республіку Корея (РК) не призвела до укладення миру, а до тимчасової Угоди про перемир’я, яка мала на меті створити умови, необхідні для досягнення міцного миру. дипломатичним шляхом.
Сторони конфлікту створили Військову комісію з питань перемир’я (англ. Military Armistice Commission) (MAC) для управління виконанням умов перемир’я, розслідування ймовірних порушень, слугування посередником між командуваннями ворогуючих сторін і врегулювання шляхом переговорів будь-яких порушень Угоди про перемир’я. Військова комісія є об’єднаною організацією, що складається з десяти старших військових офіцерів: п’ять призначених командувачем UNC і п’ять призначених командувачами КНА та КПВ.